# Габрієль Томас
Габрієль Томас (7 грудня 1996 , Атланта ) — американська легкоатлетка, що спеціалізується на бігу на короткі дистанції, олімпійська чемпіонка 2024, дворазова олімпійська медалістка 2020 року.

## Кар'єра
| Рік             | Змагання                        | Місце проведення | Місце           | Дисципліна            | Результат       | Примітки        |
| Представник США | Представник США                 | Представник США  | Представник США | Представник США       | Представник США | Представник США |
| --------------- | ------------------------------- | ---------------- | --------------- | --------------------- | --------------- | --------------- |
| 2019            | Світові легкоатлетичні естафети | Йокогама, Японія | —               | естафета 4×200 метрів | DNF             |                 |
| 2021            | Олімпійські випробування США    | Юджин, США       | 4               | біг на 100 метрів     | 11.15           |                 |
| 2021            | Олімпійські випробування США    | Юджин, США       | 1               | біг на 200 метрів     | 21.61           | PB              |
| 2021            | Олімпійські ігри                | Токіо, Японія    | 3               | біг на 200 метрів     | 21.87           |                 |
| 2021            | Олімпійські ігри                | Токіо, Японія    | 2               | естафета 4×100 метрів | 41.45           | SB              |